# Ґулзор
Ґулзо́р (тадж. Гулзор) — село у складі Хатлонської області Таджикистану. Входить до складу Даханського джамоату Кулобського району.
Назва означає квіткова галявина.
Населення — 693 особи (2010; 687 в 2009, 290 в 1978).
Національний склад станом на 1978 рік — таджики.